# Cesarevič

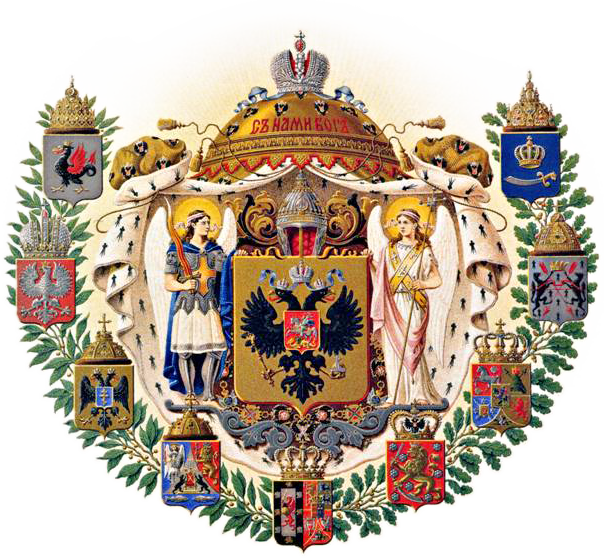
Střední znak Ruského impéria byl zároveň znakem ruského následníka trůnu cesareviče.

Imperiální standarta cesareviče.

Cesarevič (rusky цесаревич) byl titul ruského následníka trůnu zavedený v roce 1797 carem Pavlem I. Titul se používal až do zániku monarchie v roce 1917. Celý titul pro ruského následníka trůnu zněl „jeho imperátorská Výsost pán následník cesarevič a velkokníže“ (rusky Его Императорское Высочество Государь Наследник Цесаревич и Великий Князь).

## Historie
Titul byl zaveden nařízením cara Pavla I. z 5. dubna 1797 v rámci jeho právní úpravy týkající se carské dynastie a následnictví ruského trůnu. Pavlovo Nařízení o carské rodině definovalo titul cesareviče v § 30 jako tu osobu mužského rodu, která je následníkem ruského trůnu. Jeho nástupem na trůn přecházel titul na dalšího následníka v pořadí. Manželka cesareviče měla titul cesarevna (rusky цесаревнa).
Titul cesarevič nelze zaměňovat s titulem carevič, což bylo označení pro všechny syny vládnoucího cara.

## Ruští cesareviči (1797–1917)
- Alexandr Pavlovič (v letech 1797–1801, carův syn, poté car Alexandr I.)
- Konstantin Pavlovič (v letech 1801–1825, carův bratr, zbaven následnictví)
- Alexandr Nikolajevič (v letech 1831–1855, carův syn, poté car Alexandr II.)
- Nikolaj Alexandrovič (v letech 1855–1865, carův syn, zemřel)
- Alexandr Alexandrovič (v letech 1865–1881, carův syn, poté car Alexandr III.)
- Nikolaj Alexandrovič (v letech 1881–1894, carův syn, poté car Mikuláš II.)
- Georgij Alexandrovič (v letech 1894–1899, carův bratr, zemřel)
- Michail Alexandrovič (v letech 1899–1904, carův bratr, do narození carova syna Alexeje)
- Alexej Nikolajevič (v letech 1904–1917, pak monarchie zrušena)